# Estadio Olímpico Lluís Companys

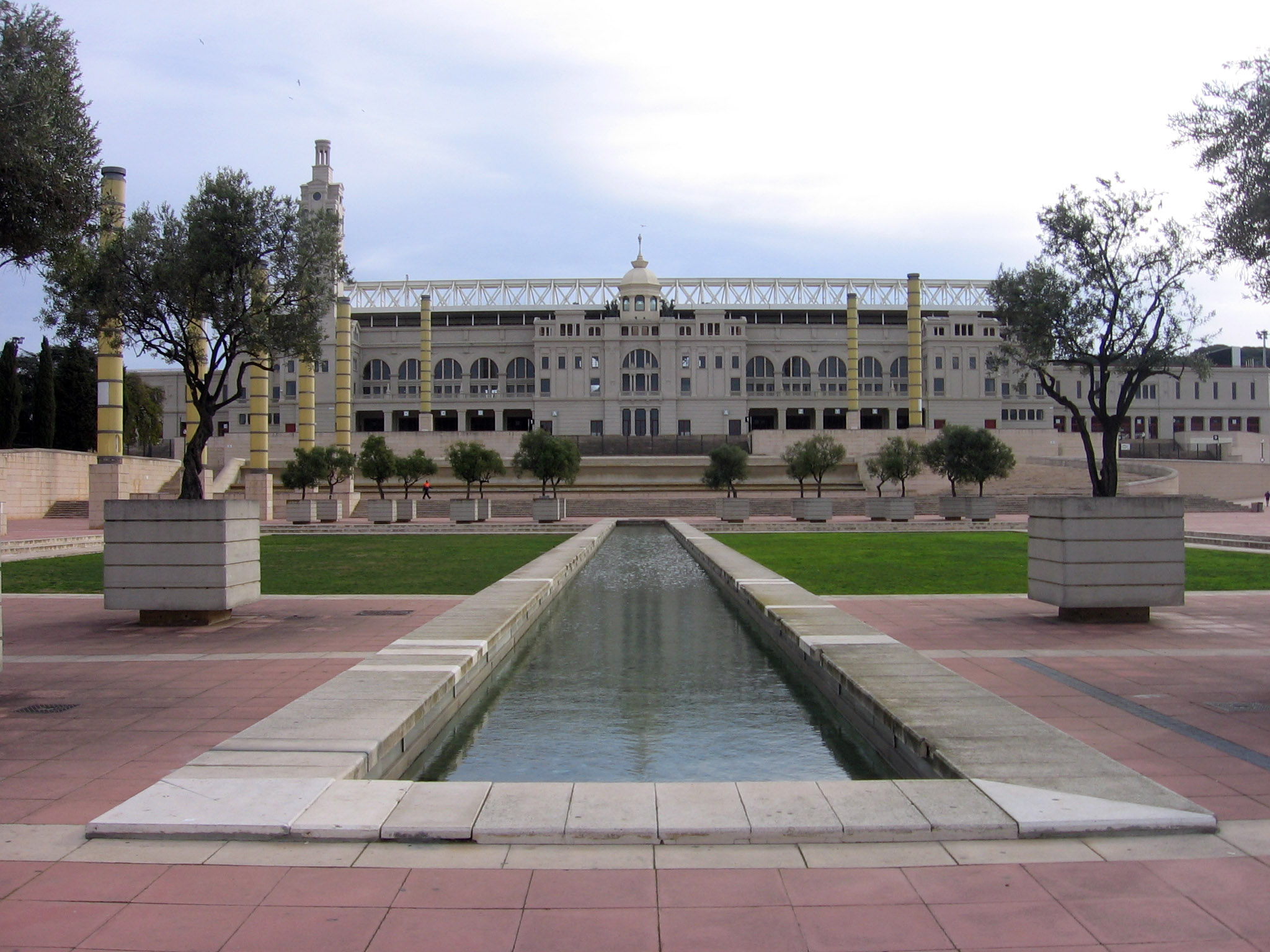
Fachada principal

El Estadio Olímpico Lluís Companys (oficialmente hasta 2001, Estadio Olímpico de Montjuïc) es un recinto deportivo de titularidad municipal ubicado en la montaña de Montjuic, en Barcelona, España. 
Inauguró el estadio original el rey Alfonso XIII el 20 de mayo de 1929, un día después de la inauguración de la Exposición Internacional. Con motivo de los Juegos Olímpicos de 1992, el estadio se reconstruyó prácticamente en su totalidad (1985-1989) y se reinauguró 60 años después como «estadio olímpico», el 8 de septiembre de 1989, por el también rey Juan Carlos I.

## Historia
Diseñado por el arquitecto barcelonés Pere Domènech i Roura, hijo del arquitecto modernista Lluís Domènech i Montaner, se proyectó para albergar unos futuros Juegos Olímpicos que, tras cuatro intentos de candidatura, llegaron a Barcelona 63 años después. La configuración del graderío del recinto estaba compuesto por dos semicírculos que enlazaban dos rectas, siguiendo el estilo de las construcciones romanas de circos y anfiteatros, en cuyo interior albergaba la pista de atletismo y el campo deportivo con orientación norte-sur, de 208,5 m x 109 m. Tuvo un coste en la época de 65 millones de pesetas y tenía una capacidad de 62 728 espectadores, el segundo más grande del mundo en esa época, solo superado por el Estadio de Wembley, con capacidad para 100 000 espectadores.
Se iniciaron las obras el 5 de abril de 1927 con la colocación de la primera piedra. Lo inauguró el 20 de mayo de 1929 el rey Alfonso XIII con motivo de la Exposición Internacional de Barcelona, de cuya sección deportiva fue sede. Entre los actos de inauguración se disputó un partido amistoso de fútbol entre un combinado de jugadores de los equipos barceloneses y el Bolton Wanderers, y un partido amistoso de rugby entre las selecciones de España y de Italia.
Acogió durante ese primer año varios partidos de la primera edición del Campeonato Nacional de Liga de Primera División (1928-29) con los tres clubes barceloneses de la categoría como locales (Fútbol Club Barcelona, Club Deportivo Español y Club Deportivo Europa).
El 19 de julio de 1936 estaba previsto que comenzara en el estadio la Olimpiada Popular, que se suspendió a causa del estallido de la guerra civil española. Mientras duró la contienda sirvió a 21 000 refugiados. En él se impartió clases, había comedores, una gran cocina y un lugar habilitado para dormir.
Fue la sede principal de los Juegos Mediterráneos de 1955, acogiendo las ceremonias de inauguración y clausura y las pruebas de atletismo, equitación, fútbol y hockey hierba.
En 1957, el estadio acogió la única final de Copa de España en la que se han enfrentado el Barcelona y el Espanyol, los dos grandes clubes de la «Ciudad Condal». El derbi barcelonés finalizó con victoria azulgrana por 1-0.
En 1982, fue escenario durante dos meses de los ensayos para la ceremonia inaugural del Mundial de España, que se celebró en el Camp Nou y en la que intervinieron más de 3000 estudiantes de varios colegios salesianos de Barcelona.

### Barcelona 1992
Con la concesión a Barcelona, el 17 de octubre de 1986, de la organización de los Juegos Olímpicos de 1992, se acometió la reconstrucción del estadio a cargo del equipo de arquitectos Correa-Milà-Margarit-Buxadé, con la participación del italiano Vittorio Gregotti.
Las obras comenzaron a finales de 1985. El estadio se vació completamente y solo se conservaron las fachadas exteriores (aunque no fue posible salvar la fachada oeste, cuya conservación contemplaba el proyecto, y debió reconstruirse). Se levantaron unas nuevas graderías para un aforo total de 55 926 espectadores. El nivel se rebajó 11 metros y la piedra que se extrajo, piedra de Montjuïc de excelente calidad, se aprovechó para la construcción del Templo de la Sagrada Familia.
El 8 de septiembre de 1989 el rey Juan Carlos I lo inauguró como «Estadio Olímpico de Montjuic» con motivo de la Copa del Mundo de Atletismo de 1989, y tres años más tarde fue escenario de las ceremonias de inauguración y clausura de los mencionados Juegos Olímpicos de 1992 y de las pruebas de atletismo. También fue el escenario de las ceremonias de inauguración y clausura y de las pruebas de atletismo de los Juegos Paralímpicos. Para la celebración de estos eventos se instalaron provisionalmente 11 081 asientos adicionales, que se retiraron a la finalización de los mismos.

## Eventos futbolísticos

### Selección española
La selección española ha jugado en este estadio ocho de los dieciocho encuentros internacionales que ha disputado en Barcelona. España tiene un balance de cuatro victorias, tres empates y una derrota. La victoria por 2–1 ante Perú, del 18 de febrero de 2004, es hasta el momento, su último encuentro disputado en la ciudad condal.
| Amistoso; 1 de enero de 1930 | España     | 1:0 (0:0) | Checoslovaquia |                        |                        |
|                              | Sastre 78' |           |                | Árbitro(s): Christophe | Árbitro(s): Christophe |

| Amistoso; 26 de abril de 1931 | España     | 1:1 (1:1) | Irlanda   |                        |                        |
|                               | Arocha 43' |           | Moore 40' | Árbitro(s): Rosmanhino | Árbitro(s): Rosmanhino |

| Amistoso; 23 de febrero de 1936 | España       | 1:2 (1:1) | Alemania     |                      |                      |
|                                 | Regueiro 35' |           | Fath 14' 68' | Árbitro(s): Langenus | Árbitro(s): Langenus |

| Amistoso; 30 de mayo de 1948 | España       | 2:1 (1:1) | Irlanda     |                  |                  |
|                              | Igoa 36' 72' |           | Moroney 24' | Árbitro(s): Sdez | Árbitro(s): Sdez |

| Amistoso; 2 de enero de 1949 | España    | 1:1 (1:0) | Bélgica     |                     |                     |
|                              | Silva 28' |           | Coppens 63' | Árbitro(s): Dattilo | Árbitro(s): Dattilo |

| Amistoso; 29 de marzo de 2000 | España                     | 2:0 (0:0) | Italia |                     |                     |
|                               | Alfonso 61' · Abelardo 80' |           |        | Árbitro(s): Colombo | Árbitro(s): Colombo |

| Amistoso; 13 de febrero de 2002 | España        | 1:1 (1:1) | Portugal  |                   |                   |
|                                 | Morientes 40' |           | Costa 28' | Árbitro(s): Todor | Árbitro(s): Todor |

| Amistoso; 18 de febrero de 2004 | España                      | 2:1 (2:1) | Perú       |                   |                   |
|                                 | Etxeberria 30' · Baraja 32' |           | Solano 20' | Árbitro(s): Layec | Árbitro(s): Layec |

### Finales de Copa y Supercopa de España
- 1930: Final del Campeonato de España – Copa de SM el Rey entre el Athletic Club y el Real Madrid.
- 1933: Final del Campeonato de España – Copa del Presidente de la II República entre el Athletic Club y el Real Madrid.
- 1934: Final del Campeonato de España – Copa del Presidente de la II República entre el Valencia y el Real Madrid.
- 1939: Final del Campeonato de España – Copa del Generalísimo entre el Sevilla y el Racing de Ferrol.
- 1944: Final del Campeonato de España – Copa del Generalísimo entre el Athletic Club y el Valencia.
- 1945: Final del Campeonato de España – Copa del Generalísimo entre el Athletic Club y el Valencia.
- 1946: Final del Campeonato de España – Copa del Generalísimo entre el Real Madrid y el Valencia.
- 1957: Final del Campeonato de España – Copa del Generalísimo entre el Barcelona y el Espanyol.
- 1996: Encuentro de ida de la Supercopa de España entre el Barcelona y el Atlético de Madrid.
- 2000: Encuentro de ida de la Supercopa de España entre el Espanyol y el Deportivo.
- 2004: Final del Campeonato de España – Copa de SM el Rey entre el Real Madrid y el Zaragoza.
- 2006: Encuentro de ida de la Supercopa de España entre el Espanyol y el Barcelona.

### Sede de clubes
El Real Club Deportivo Espanyol disputó sus partidos como local en el estadio, entre agosto de 1997 y mayo de 2009, proveniente del Estadio de Sarriá y hasta la inauguración de su nuevo Estadio de Corneprat.
El Fútbol Club Barcelona disputa sus partidos como local en el estadio, entre agosto de 2023 hasta mayo de 2025, con la finalización de la primera fase de las obras de reforma del Camp Nou. Debido al retraso en la conclusión de estas obras, el club solicitó una prórroga del contrato que finalizaba en abril de 2025, al Ayuntamiento de Barcelona.

## Eventos atléticos

### Competiciones internacionales
- 1955: Juegos del Mediterráneo
- 1989: Copa del Mundo de Atletismo
- 1991: Finales de Grand Prix IAAF de Atletismo
- 1992: Juegos Olímpicos de Verano de 1992
- 1992: Juegos Paralímpicos de Verano de 1992
- 2010: Campeonato de Europa de Atletismo
- 2012: Campeonato Mundial Junior de Atletismo

### Campeonatos nacionales
- Campeonato de España de Atletismo: 1929, 1930, 1931, 1932, 1933, 1935, 1936, 1940, 1943, 1946, 1947, 1949, 1951, 1955, 1960, 1961, 1963, 1989, 1991, 2000 y 2009.

## Eventos musicales
- 1990 (13 y 14 de junio): conciertos de The Rolling Stones en el marco de su Urban Jungle Tour[33]
- 1990 (25 de julio): concierto de Prince, en el marco de su Nude Tour, ante unos 30 000 espectadores
- 1990 (1 de agosto): concierto de Madonna, en el marco de su Blond Ambition Tour, ante más de 63 000 espectadores
- 1990 (16 de septiembre): concierto de David Bowie, en el marco de su Sound + Vision Tour, ante unos 30 000 espectadores
- 1990 (6 de octubre): macroconcierto en pro de las asociaciones ecologistas. Actúan Tina Turner, El Último de la Fila y Sopa de Cabra
- 1991 (24 de septiembre): concierto de AC/DC, Metallica, Tesla, Gun y Legión en el marco del festival Monsters of Rock, ante unos 45 000 espectadores
- 1992 (18 de septiembre): concierto de Michael Jackson, en el marco de su Dangerous Tour. Reúne a 60 000 espectadores
- 1993 (11 de mayo): concierto de Bruce Springsteen en el marco de la Human Touch
- 1993 (5 de julio): concierto de Guns N' Roses
- 1993 (6 de octubre): concierto de Jean Michel Jarre
- 1994: concierto de Pink Floyd
- 1995 (13 de junio): concierto de Bon Jovi con The Pretenders y Van Halen, ante unas 30 000 personas
- 1997 (13 de septiembre): concierto de U2, en el marco de su Pop Mart
- 1998: concierto de The Rolling Stones en el marco de su Bridges to Babylon
- 2003 (17 de mayo): concierto de Bruce Springsteen en el marco de la The Rising Tour
- 2003 (29 de junio): concierto de The Rolling Stones en el marco de su Tour Licks 2002/2003. También actuaron The Pretenders, como teloneros. Asistieron 50 000 personas
- 2003 (2 de julio): concierto de La Oreja de Van Gogh y El Canto del Loco como parte de la Gira Movistar Activa. En donde asistieron más de 10 000 personas
- 2007 (21 de junio): concierto de The Rolling Stones en el marco de su A Bigger Bang, después de anular el del año anterior, ante unas 50 000 personas
- 2007 (30 de junio): concierto de RBD en su Celestial World Tour 2007, ante más de 57 000 personas
- 2007 (27 de septiembre): concierto de The Police, ante unos 55 000 espectadores
- 2008 (1 de junio): concierto de Bon Jovi en el marco de su Lost Highway Tour, ante más de 45 000 personas
- 2009 (7 de junio): concierto de AC/DC en el marco de su gira Black Ice Tour, ante unos 62 000 espectadores
- 2009 (21 de julio): concierto de Madonna en la segunda parte de su gira Sticky & Sweet Tour, ante más de 48 000 espectadores
- 2009 (4 de septiembre): concierto de Coldplay en su gira Viva la Vida Tour, ante más de 63 000 espectadores
- 2009 (3 de diciembre): concierto de Prodigy promocionando su último disco de estudio Invaders Must Die
- 2011 (29 de mayo): concierto de Shakira en su gira Sale el Sol World Tour, ante más de 27 000 espectadores
- 2011 (27 de julio): concierto de Bon Jovi en su gira Open Air
- 2012 (17 de mayo-18 de mayo): conciertos de Bruce Springsteen en su gira Wrecking Ball World Tour
- 2013 (7 de junio): concierto de Muse en su gira The 2nd Law Summer Stadio Tour
- 2014 (8 de julio): concierto de One Direction en su gira mundial de estadios Where We Are Tour
- 2015 (29 de mayo): concierto de AC/DC en su gira Rock or Bust World Tour
- 2016 (26 de mayo-27 de mayo): conciertos de Coldplay en su gira A Head Full of Dreams Tour
- 2016 (3 de agosto): concierto de Beyoncé en su gira The Formation World Tour ante más de 45 000 espectadores
- 2017 (9 de abril): concierto de Ed Sheeran en su gira divide ÷ (álbum)
- 2017 (27 de septiembre): concierto de The Rolling Stones en el marco de su gira No filter
- 2018 (20 de junio): concierto de Bruno Mars en su gira The 24K Magic World Tour
- 2018 (1 de julio): concierto de Guns N' Roses en su gira Not in this Lifetime Tour
- 2018 (11 de julio): concierto de Beyoncé y Jay Z en su gira On the Run II Tour ante 47 000 espectadores
- 2019 (5 de mayo): concierto de Metallica en su gira Worldwired Tour
- 2019 (17 de junio): concierto de Paul McCartney en su gira Freshen Up Tour
- 2022 (29 de julio): concierto de Iron Maiden en su gira Legacy Of The Beast
- 2023 (28 de abril-30 de abril): conciertos de Bruce Springsteen en su gira Springsteen and E Street Band 2023 Tour
- 2023 (24 de mayo-25 de mayo-27 de mayo-28 de mayo): conciertos de Coldplay en su gira Music of the Spheres World Tour
- 2023 (8 de junio): concierto de Beyoncé en su gira Renaissance World Tour
- 2023 (12 de julio): concierto de Harry Styles en su gira Love on Tour
- 2023 (20 de julio): concierto de The Weeknd en su gira After Hours til Dawn Tour
- 2024 (11 de julio): concierto de Rammstein en su gira Europea Stadium Tour
- 2025 (19 de julio): concierto de Aitana en el marco de su Metamorfosis Season, ante más de 50 000 espectadores[34]

## Otros eventos
- 1929: Exposición Internacional de Barcelona.
- 1952: XXXV Congreso Eucarístico Internacional.

## Transporte público

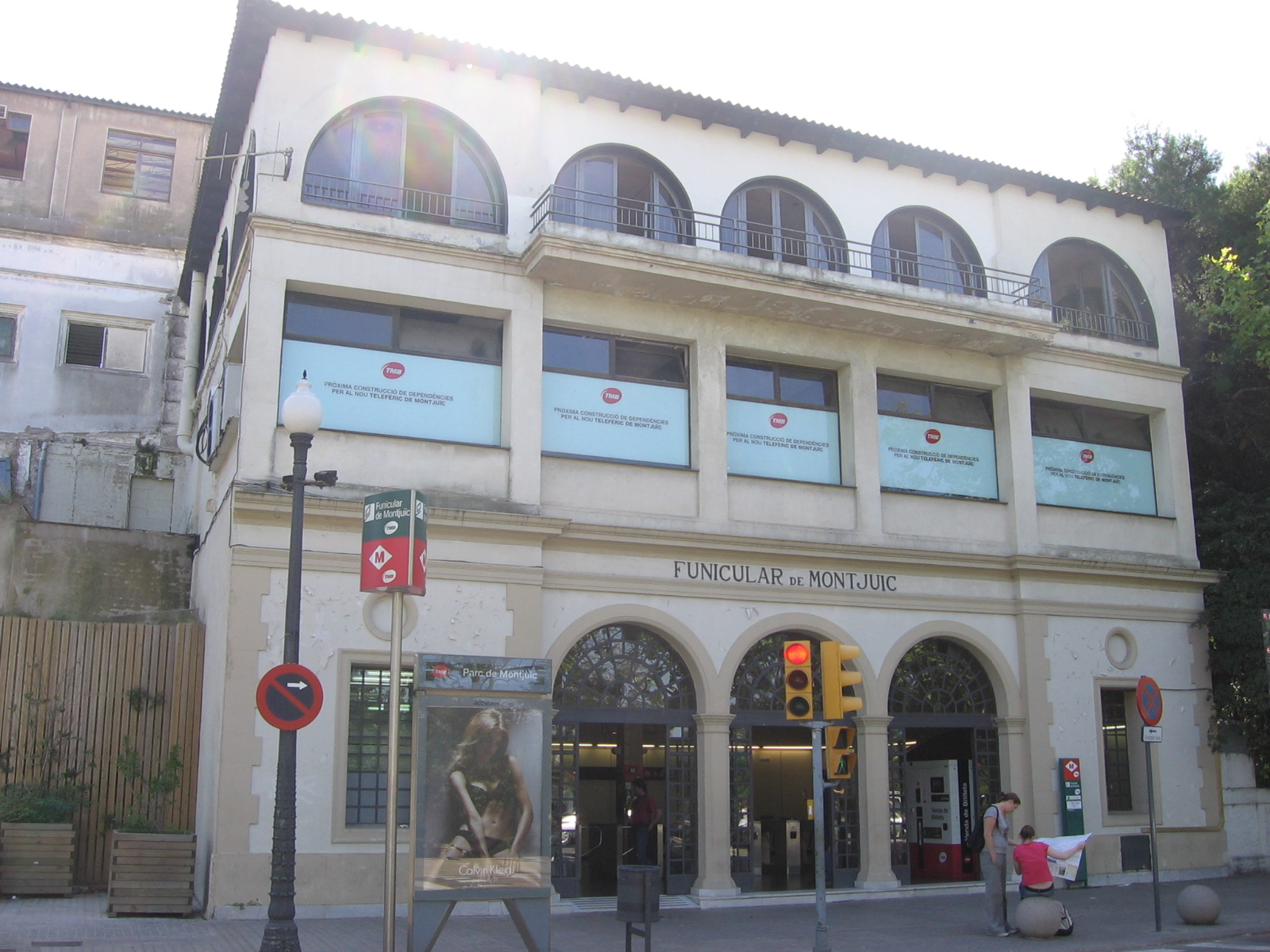
La estación de Parc de Montjuïc del funicular de Montjuïc

### Bus
Las líneas del bus urbano de Barcelona con parada en la avenida del Estadio cerca del Estadio Olímpico Lluís Companys son:
- 50 - Parque Montjuic/Trinidad Nueva
- 55 - Parque Montjuic/Plaza Catalana
- 193 - Parque/Montjuic (también con parada en el paseo Olímpico)
- 150 (inicio y final en Plaza España)

### Metro/Tren
Las estaciones del Metro de Barcelona más próximas al estadio son la de Poble Sec (L3) y la de España (L1 y L3), esta última también con parada de la línea Llobregat-Noya de FGC. La estación de Parque de Montjuic del Funicular de Montjuic, comunica con la estación de Paral·lel (L3).